# Iryna Jattschanka

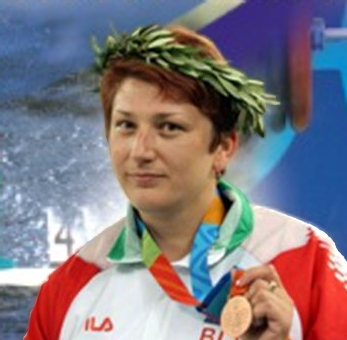
Iryna Jattschanka, 2004

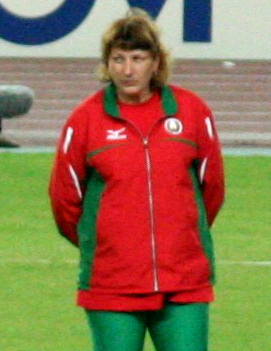
Iryna Jattschanka bei den Weltmeisterschaften 2007

Iryna Wassiljeuna Jattschanka (belarussisch Ірына Васільеўна Ятчанка, englisch Iryna Yatchanka, auch russisch Ирина Ятченко Irina Jattschenko, englisch Irina Yatchenko; * 31. Oktober 1965 in Homel) ist eine ehemalige belarussische Diskuswerferin.

## Biografie
Bei den Leichtathletik-Weltmeisterschaften 1991 in Tokio und bei den Olympischen Spielen 1992 in Barcelona wurde sie jeweils Siebte. Es folgten ein neunter Platz bei den Weltmeisterschaften in Göteborg, ein zwölfter bei den Olympischen Spielen 1996 in Barcelona, ein fünfter bei den Weltmeisterschaften in Athen und ein neunter bei den Weltmeisterschaften 1999 in Sevilla. Bei den Spielen 2000 in Sydney gewann sie Bronze mit einer Weite von 65,20 m. Im darauffolgenden Jahr wurde sie Neunte bei den Weltmeisterschaften in Edmonton. 2003 hatte sie ihren größten Erfolg, als sie bei den Weltmeisterschaften mit 67,32 m die Goldmedaille holte. Sie war zu dem Zeitpunkt mit 37 Jahren die älteste Titelträgerin bei Leichtathletik-Weltmeisterschaften.
Jattschanka kam bei den Olympischen Spielen 2004 in Athen mit 66,17 m erneut auf den Bronzerang, der ihr aber am 5. Dezember 2012 wegen Dopings mit anabolen Steroiden aberkannt wurde, nachdem das IOC Dopingproben aus Athen mit verbesserten Methoden erneut testen ließ. Im selben Jahr hatte sie am 31. Juli in Minsk mit 69,14 m ihre persönliche Bestleistung erzielt. Bei den Europameisterschaften 2006 in Göteborg und bei den Weltmeisterschaften 2007 in Osaka wurde sie jeweils Zehnte, bei den Olympischen Spielen 2008 in Peking Elfte.
Iryna Jattschanka ist 1,85 m groß und wiegt 100 kg. Sie ist verheiratet mit dem Hammerwerfer Ihar Astapkowitsch.